# Alasmidonta marginata
Alasmidonta marginata é uma espécie de bivalve da família Unionidae.
Pode ser encontrada nos Grandes Lagos da América do Norte.